# Træprisen
Træprisen er en arkitekturpris, som uddeles hvert andet år til et træbyggeri af særlig arkitektonisk kvalitet eller for en innovativ brug af træ i byggeri.
Den er indstiftet i 1958 af Træbranchens Oplysningsråd nu Træinformation. Uddelingen sker i samarbejde med Træsektionen i Dansk Byggeri og Trælasthandlerunionen.
Træprisen kan ikke ansøges. En uvildig komité fastlægger den årlige prismodtager.

## Modtagere af Træprisen
Prisen er ikke uddelt alle år, hvorfor der er huller i nedenstående liste.
- 1958 Jørgen Bo og Vilhelm Wohlert
- 1959 Knud Friis og Elmar Moltke Nielsen
- 1960 Eva og Nils Koppel
- 1961 F.C. Lund og Hans Christian Hansen
- 1962 Gunnar Jensen og Finn Monies
- 1963 Povl Ernst Hoff og Bennet Windinge
- 1964 Ikke uddelt
- 1965 Anders Gravers og Johan Richter
- 1966 Gehrdt Bornebusch, Max Brüel og Jørgen Selchau
- 1967 Halldor Gunnløgsson og Jørn Nielsen
- 1968 Karen og Ebbe Clemmensen
- 1969 Erik Christian Sørensen
- 1970 Arne Jacobsen
- 1971 Ikke uddelt
- 1972 Bertel Udsen
- 1973 Lars Due, Michael Harrebek, Ole Nielsson, Erling Sadager og Helge Tindal
- 1974 Ib og Jørgen Rasmussen
- 1975 Erik Møller
- 1976 Ole Meyer
- 1977 Ikke uddelt
- 1978 Knud Peter Harboe
- 1979 Knud Holscher
- 1980 Viggo Møller-Jensen og Tyge Arnfred
- 1981 Hans Dall og Torben Lindhardtsen
- 1982 Ikke uddelt
- 1983 Tegnestuen Vandkunsten
- 1984 Henning Larsen
- 1985 Ikke uddelt
- 1986 Tage Lyneborg
- 1987 Inger og Johannes Exner
- 1988 Hans Dissing og Otto Weitling
- 1989 Ikke uddelt
- 1990 Knud Munk
- 1991 Nils Madsen
- 1992 – 1998 Ikke uddelt
- 1999 Schmidt, Hammer & Lassen K/S
- 2001 Dorte Mandrup Arkitekter ApS
- 2006 Lene Tranberg, Lundgaard & Tranberg
- 2008 Julien De Smedt og Bjarke Ingels (PLOT) samt Peter Karpf
- 2012 KHR arkitekter
- 2014 Jeppe Aagaard Andersen
- 2016 ONV Arkitekter
- 2018 Søren Thirup Pihlmann og Kim Lenschow Andersen (lenschow & pihlmann)